# Palpa (huyện)
Palpa (tiếng Nepal:पाल्पा) là một huyện thuộc khu Lumbini, vùng Tây Nepal, Nepal. Huyện này có diện tích 1373 km², dân số thời điểm năm 2001 là 268558 người.

## Dân số
Biến động dân số giai đoạn 1952-2001:
| Năm    | 1952   | 1961   | 1971   | 1981   | 1991   | 2001   |
| ------ | ------ | ------ | ------ | ------ | ------ | ------ |
| Dân số | 147551 | 172993 | 212633 | 214442 | 236313 | 268558 |